# Coppa CEV 2015-2016 (maschile)
La Coppa CEV 2015-2016, 44ª edizione della Coppa CEV di pallavolo maschile, si è svolta dal 3 novembre 2015 al 2 aprile 2016: al torneo hanno partecipato trentasei squadre di club europee e la vittoria finale è andata per la prima volta allo Charlottenburg.

## Regolamento
Le squadre hanno disputato sedicesimi di finale, ottavi di finale, quarti di finale, Challenge Round (a cui si sono aggiunte quattro squadre provenienti dalla Champions League 2015-16), semifinali e finale, tutte giocate con gare di andata e ritorno (nel caso in cui la partita di andata termini con il punteggio di 3-0 o 3-1 e quella di ritorno indifferentemente con il punteggio di 3-0 o 3-1 oppure entrambe le partite terminino con il punteggio di 3-2 viene disputato un golden set).

## Squadre partecipanti
| - Aich/Dob - Topvolley Antwerpen - Roeselare - Budaŭnik Minsk - Omonia - Pärnu - Hurrikaani-Loimaa - Kokkolan Tiikerit - Vammalan | - Arago de Sète - ASUL Lyon - Cannes - Charlottenburg - Dürener - Foinikas Syro - Olympiakos - Sir Safety Perugia - Dynamo Apeldoorn | - Lycurgus - Zwolle - Jastrzębski Węgiel - České Budějovice - Karlovarsko - Zlín - Universitatea Craiova - Zalău - Dinamo Mosca | - Gazprom-Jugra - Stella Rossa - Prešov - Prievidza - Teruel - Losanna UC - Lugano - Galatasaray - Lokomotyv Charkiv |

## Torneo

### Sedicesimi di finale

#### Andata
| 3 novembre 2015 Prem'er-Arena, Surgut Durata: 1h:22 - Spettatori: 1 850                  | Gazprom-Jugra       | 3 - 0 | Lycurgus              | 26-24, 25-23, 25-20        |
| 3 novembre 2015 Halle des Sports Louis Marty, Sète Durata: 2h:10 - Spettatori: 737       | Arago de Sète       | 1 - 3 | Kokkolan Tiikerit     | 17-25, 23-25, 28-26, 22-25 |
| 5 novembre 2015 Sports Hall, Pärnu Durata: 1h:55 - Spettatori: 675                       | Pärnu               | 1 - 3 | Olympiakos            | 25-20, 20-25, 30-32, 16-25 |
| 5 novembre 2015 Sportovní Hala, Zlín Durata: 1h:14 - Spettatori: 350                     | Zlín                | 0 - 3 | Universitatea Craiova | 19-25, 18-25, 22-25        |
| 4 novembre 2015 Sporthal Arena, Duerne Durata: 1h:54 - Spettatori: 1 000                 | Topvolley Antwerpen | 3 - 1 | Foinikas Syro         | 26-28, 25-15, 25-18, 25-15 |
| 4 novembre 2015 Vexve Areena, Sastamala Durata: 1h:44 - Spettatori: 1 100                | Vammalan            | 3 - 1 | Stella Rossa          | 25-21, 25-22, 16-25, 25-18 |
| 4 novembre 2015 Landstede Sportcentrum, Zwolle Durata: 1h:20 - Spettatori: 376           | Zwolle              | 0 - 3 | Losanna UC            | 22-25, 16-25, 18-25        |
| 5 novembre 2015 Burhan Felek Spor Salonu, Istanbul Durata: 1h:34 - Spettatori: 300       | Galatasaray         | 3 - 1 | Zalău                 | 22-25, 25-20, 25-13, 25-19 |
| - Durata: 0 - Spettatori: 0                                                              | Jastrzębski Węgiel  | 0 - 3 | Omonia                | 0-25, 0-25, 0-25           |
| 4 novembre 2015 Prievidza, Prievidza Durata: 1h:20 - Spettatori: 700                     | Prievidza           | 0 - 3 | Teruel                | 21-25, 20-25, 20-25        |
| 4 novembre 2015 JUFA Arena, Bleiburg Durata: 1h:56 - Spettatori: 600                     | Aich/Dob            | 3 - 1 | Hurrikaani-Loimaa     | 25-22, 25-22, 21-25, 25-17 |
| 4 novembre 2015 Sport & Entertainment Center, Maladzečna Durata: 1h:21 - Spettatori: 970 | Budaŭnik Minsk      | 0 - 3 | Cannes                | 16-25, 22-25, 14-25        |
| 4 novembre 2015 Arena Kreis Düren, Düren Durata: 1h:58 - Spettatori: 1 115               | Dürener             | 3 - 0 | ASUL Lyon             | 25-23, 25-18, 25-19        |
| 4 novembre 2015 Omnisport Apeldoorn, Apeldoorn Durata: 1h:19 - Spettatori: 650           | Dynamo Apeldoorn    | 0 - 3 | České Budějovice      | 21-25, 23-25, 18-25        |
| 11 novembre 2015 Sports Hall University, Prešov Durata: 1h:47 - Spettatori: 800          | Lokomotyv Charkiv   | 3 - 1 | Prešov                | 25-16, 21-25, 25-20, 26-24 |
| 4 novembre 2015 PalaEvangelisti, Perugia Durata: 1h:18 - Spettatori: 1 695               | Sir Safety Perugia  | 3 - 0 | Karlovarsko           | 25-21, 25-17, 25-21        |

#### Ritorno
| 18 novembre 2015 Alfa-college Sportcentrum, Groninga Durata: 1h:17 - Spettatori: 950       | Lycurgus              | 0 - 3 | Gazprom-Jugra       | 17-25, 22-25, 18-25                          |
| 18 novembre 2015 Ice Hockey Hall, Kokkola Durata: 1h:48 - Spettatori: 2 150                | Kokkolan Tiikerit     | 3 - 1 | Arago de Sète       | 25-23, 18-25, 25-19, 25-20                   |
| 18 novembre 2015 Melina Merkourī Hall, Rentis Durata: 1h:19 - Spettatori: 300              | Olympiakos            | 3 - 0 | Pärnu               | 25-23, 25-17, 25-15                          |
| 18 novembre 2015 Craiova Sala Polivalentă Oltenia, Craiova Durata: 2h:02 - Spettatori: 450 | Universitatea Craiova | 2 - 3 | Zlín                | 26-28, 25-17, 25-22, 21-25, 13-15            |
| 18 novembre 2015 KG Ermoupolīs D. Vikelas, Siro-Ermopoli Durata: 1h:31 - Spettatori: 650   | Foinikas Syro         | 3 - 0 | Topvolley Antwerpen | 25-9, 25-23, 25-20 Golden set: 15-11         |
| 17 novembre 2015 Ustanova Sportski Voždovac, Belgrado Durata: 2h:26 - Spettatori: 550      | Stella Rossa          | 2 - 3 | Vammalan            | 25-23, 23-25, 25-23, 22-25, 12-15            |
| 18 novembre 2015 University Sports Hall, Losanna Durata: 2h:03 - Spettatori: 400           | Losanna UC            | 3 - 2 | Zwolle              | 21-25, 25-23, 26-24, 26-28, 15-10            |
| 18 novembre 2015 Sala Sporturilor, Zalău Durata: 2h:06 - Spettatori: 900                   | Zalău                 | 3 - 1 | Galatasaray         | 22-25, 25-22, 25-16, 25-18 Golden set: 15-11 |
| - Durata: 0 - Spettatori: 0                                                                | Omonia                | 3 - 0 | Jastrzębski Węgiel  | 25-0, 25-0, 25-0                             |
| 18 novembre 2015 Pabellón Municipal Los Planos, Teruel Durata: 1h:17 - Spettatori: 1 200   | Teruel                | 3 - 0 | Prievidza           | 25-14, 25-17, 34-32                          |
| 17 novembre 2015 Loimaan liikuntahalli, Loimaa Durata: 2h:13 - Spettatori: 730             | Hurrikaani-Loimaa     | 3 - 2 | Aich/Dob            | 16-25, 25-19, 25-21, 22-25, 15-13            |
| 17 novembre 2015 Palais des Victoires, Cannes Durata: 1h:13 - Spettatori: 450              | Cannes                | 3 - 0 | Budaŭnik Minsk      | 25-22, 25-18, 25-20                          |
| 18 novembre 2015 Palais des Sports de Gerland, Lione Durata: 1h:50 - Spettatori: 450       | ASUL Lyon             | 1 - 3 | Dürener             | 25-19, 20-25, 23-25, 23-25                   |
| 17 novembre 2015 Sportovní Hala, České Budějovice Durata: 1h:21 - Spettatori: 1 000        | České Budějovice      | 3 - 0 | Dynamo Apeldoorn    | 25-19, 25-19, 27-25                          |
| 18 novembre 2015 Sports Hall University, Prešov Durata: 2h:06 - Spettatori: 800            | Prešov                | 3 - 1 | Lokomotyv Charkiv   | 25-23, 25-22, 26-28, 25-17 Golden set: 15-11 |
| 18 novembre 2015 Sports Hall, Karlovy Vary Durata: 1h:50 - Spettatori: 950                 | Karlovarsko           | 1 - 3 | Sir Safety Perugia  | 25-20, 22-25, 19-25, 19-25                   |

#### Squadre qualificate
| - Aich/Dob - Cannes - České Budějovice - Universitatea Craiova - Dürener - Kokkolan Tiikerit - Losanna UC - Omonia | - Sir Safety Perugia - Olympiakos - Prešov - Gazprom-Jugra - Foinikas Syro - Teruel - Vammalan - Zalău |

### Ottavi di finale

#### Andata
| 2 dicembre 2015 Ice Hockey Hall, Kokkola Durata: 2h:04 - Spettatori: 2 275                  | Kokkolan Tiikerit     | 1 - 3 | Gazprom-Jugra      | 25-20, 22-25, 23-25, 22-25        |
| 2 dicembre 2015 Craiova Sala Polivalentă Oltenia, Craiova Durata: 2h:13 - Spettatori: 1 000 | Universitatea Craiova | 2 - 3 | Olympiakos         | 21-25, 25-16, 19-25, 25-22, 12-15 |
| 3 dicembre 2015 Vexve Areena, Sastamala Durata: 1h:19 - Spettatori: 1 014                   | Vammalan              | 3 - 0 | Foinikas Syro      | 25-22, 25-16, 26-24               |
| 2 dicembre 2015 University Sports Hall, Losanna Durata: 1h:50 - Spettatori: 500             | Losanna UC            | 1 - 3 | Zalău              | 26-24, 23-25, 21-25, 20-25        |
| 1º dicembre 2015 Pabellón Municipal Los Planos, Teruel Durata: 1h:18 - Spettatori: 1 250    | Teruel                | 3 - 0 | Omonia             | 25-23, 25-22, 25-19               |
| 2 dicembre 2015 JUFA Arena, Bleiburg Durata: 1h:08 - Spettatori: 500                        | Aich/Dob              | 0 - 3 | Cannes             | 15-25, 19-25, 25-13               |
| 2 dicembre 2015 Arena Kreis Düren, Düren Durata: 2h:15 - Spettatori: 750                    | Dürener               | 3 - 2 | České Budějovice   | 23-25, 18-25, 25-17, 25-23, 15-8  |
| 1º dicembre 2015 Sports Hall University, Prešov Durata: 1h:10 - Spettatori: 900             | Prešov                | 0 - 3 | Sir Safety Perugia | 21-25, 15-25, 17-25               |

#### Ritorno
| 15 dicembre 2015 Prem'er-Arena, Surgut Durata: 1h:42 - Spettatori: 2 300                 | Gazprom-Jugra      | 3 - 1 | Kokkolan Tiikerit     | 22-25, 25-16, 25-16, 25-20        |
| 15 dicembre 2015 Melina Merkourī Hall, Rentis Durata: 1h:14 - Spettatori: 400            | Olympiakos         | 3 - 0 | Universitatea Craiova | 25-20, 25-15, 25-18               |
| 16 dicembre 2015 KG Ermoupolīs D. Vikelas, Siro-Ermopoli Durata: 2h:11 - Spettatori: 600 | Foinikas Syro      | 3 - 2 | Vammalan              | 22-25, 25-22, 23-25, 27-25, 15-21 |
| 16 dicembre 2015 Sala Sporturilor, Zalău Durata: 1h:21 - Spettatori: 1 500               | Zalău              | 3 - 0 | Losanna UC            | 25-19, 25-18, 25-18               |
| 15 dicembre 2015 Eleftheria Indoor Hall, Nicosia Durata: 2h:04 - Spettatori: 500         | Omonia             | 2 - 3 | Teruel                | 16-25, 25-21, 20-25, 25-22, 13-15 |
| 15 dicembre 2015 Palais des Victoires, Cannes Durata: 1h:20 - Spettatori: 420            | Cannes             | 3 - 0 | Aich/Dob              | 25-22, 25-15, 25-16               |
| 16 dicembre 2015 Sportovní Hala, České Budějovice Durata: 1h:18 - Spettatori: 1 000      | České Budějovice   | 0 - 3 | Dürener               | 20-25, 20-25, 19-25               |
| 16 dicembre 2015 PalaEvangelisti, Perugia Durata: 1h:08 - Spettatori: 1 100              | Sir Safety Perugia | 3 - 0 | Prešov                | 25-12, 25-16, 25-16               |

#### Squadre qualificate
- Cannes
- Dürener
- Olympiakos
- Sir Safety Perugia
- Vammalan
- Gazprom-Jugra
- Teruel
- Zalău

### Quarti di finale

#### Andata
| 20 gennaio 2016 Prem'er-Arena, Surgut Durata: 2h:04 - Spettatori: 2 500      | Gazprom-Jugra | 3 - 2 | Olympiakos         | 25-23, 23-25, 15-25, 25-23, 15-13 |
| 20 gennaio 2016 Vexve Areena, Sastamala Durata: 1h:35 - Spettatori: 1 232    | Vammalan      | 3 - 1 | Zalău              | 25-16, 25-17, 20-25, 25-19        |
| 20 gennaio 2016 Palais des Victoires, Cannes Durata: 1h:44 - Spettatori: 640 | Cannes        | 3 - 1 | Teruel             | 25-22, 25-19, 27-29, 25-18        |
| 20 gennaio 2016 Arena Kreis Düren, Düren Durata: 1h:57 - Spettatori: 1 600   | Dürener       | 1 - 3 | Sir Safety Perugia | 23-25, 21-25, 26-24, 15-25        |

#### Ritorno
| 27 gennaio 2016 Melina Merkourī Hall, Rentis Durata: 1h:26 - Spettatori: 1 000          | Olympiakos         | 0 - 3 | Gazprom-Jugra | 22-25, 22-25, 24-26                          |
| 27 gennaio 2016 Sala Sporturilor, Zalău Durata: 1h:20 - Spettatori: 950                 | Zalău              | 0 - 3 | Vammalan      | 23-25, 21-25, 22-25                          |
| 27 gennaio 2016 Pabellón Municipal Los Planos, Teruel Durata: 1h:45 - Spettatori: 2 000 | Teruel             | 3 - 1 | Cannes        | 25-22, 25-23, 20-25, 25-19 Golden set: 15-11 |
| 27 gennaio 2016 PalaEvangelisti, Perugia Durata: 1h:38 - Spettatori: 1 634              | Sir Safety Perugia | 3 - 1 | Dürener       | 25-15, 25-14, 22-25, 25-17                   |

#### Squadre qualificate
- Sir Safety Perugia
- Vammalan
- Gazprom-Jugra
- Teruel

### Challenge Round

#### Andata
| 17 febbraio 2016 Pabellón Municipal Los Planos, Teruel Durata: 1h:54 - Spettatori: 2 200 | Teruel             | 1 - 3 | Roeselare      | 22-25, 20-25, 25-22, 30-32 |
| 17 febbraio 2016 Vexve Areena, Sastamala Durata: 1h:58 - Spettatori: 1 485               | Vammalan           | 3 - 1 | Charlottenburg | 29-31, 25-20, 28-26, 25-21 |
| 18 febbraio 2016 PalaEvangelisti, Perugia Durata: 1h:20 - Spettatori: 3 287              | Sir Safety Perugia | 0 - 3 | Dinamo Mosca   | 20-25, 19-25, 22-25        |
| 1º marzo 2016 Prem'er-Arena, Surgut Durata: 1h:13 - Spettatori: 2 000                    | Lugano             | 0 - 3 | Gazprom-Jugra  | 23-25, 16-25, 21-25        |

#### Ritorno
| 3 marzo 2016 Schiervelde, Roeselare Durata: 1h:13 - Spettatori: 1 700       | Roeselare      | 3 - 0 | Teruel             | 25-23, 25-14, 25-19                          |
| 3 marzo 2016 Max-Schmeling-Halle, Berlino Durata: 1h:39 - Spettatori: 4 129 | Charlottenburg | 3 - 0 | Vammalan           | 25-22, 32-30, 25-19 Golden set: 15-11        |
| 2 marzo 2016 Dynamo Sports Palace, Mosca Durata: 2h:11 - Spettatori: 3 500  | Dinamo Mosca   | 1 - 3 | Sir Safety Perugia | 21-25, 18-25, 25-23, 15-25 Golden set: 15-13 |
| 2 marzo 2016 Prem'er-Arena, Surgut Durata: 1h:43 - Spettatori: 1 500        | Gazprom-Jugra  | 3 - 1 | Lugano             | 21-25, 25-23, 25-22, 25-19                   |

#### Squadre qualificate
- Charlottenburg
- Dinamo Mosca
- Roeselare
- Gazprom-Jugra

### Semifinali

#### Andata
| 15 marzo 2016 Schiervelde, Roeselare Durata: 2h:10 - Spettatori: 1 400      | Roeselare    | 2 - 3 | Charlottenburg | 31-29, 23-25, 25-21, 21-25, 10-15 |
| 15 marzo 2016 Dynamo Sports Palace, Mosca Durata: 1h:15 - Spettatori: 3 000 | Dinamo Mosca | 3 - 0 | Gazprom-Jugra  | 25-23, 25-21, 25-18               |

#### Ritorno
| 19 marzo 2016 Max-Schmeling-Halle, Berlino Durata: 1h:16 - Spettatori: 4 922 | Charlottenburg | 3 - 0 | Roeselare    | 25-14, 25-21, 25-18                   |
| 19 marzo 2016 Prem'er-Arena, Surgut Durata: 1h:32 - Spettatori: 2 500        | Gazprom-Jugra  | 3 - 0 | Dinamo Mosca | 25-23, 25-20, 25-22 Golden set: 15-11 |

#### Squadre qualificate
- Charlottenburg
- Gazprom-Jugra

### Finale

#### Andata
| 29 marzo 2016 Max-Schmeling-Halle, Berlino Durata: 2h:07 - Spettatori: 5 853 | Charlottenburg | 3 - 2 | Gazprom-Jugra | 28-26, 16-25, 25-17, 25-20, 15-11 |

#### Ritorno
| 2 aprile 2016 Prem'er-Arena, Surgut Durata: 1h:43 - Spettatori: 1 500 | Gazprom-Jugra | 1 - 3 | Charlottenburg | 23-25, 13-25, 25-20, 20-25 |

#### Squadra campione
- Charlottenburg